# Chortinaspis subchortina
Chortinaspis subchortina är en insektsart som först beskrevs av Robert Malcolm Laing 1929.  Chortinaspis subchortina ingår i släktet Chortinaspis och familjen pansarsköldlöss. Inga underarter finns listade i Catalogue of Life.